# Sdružení obcí Toulovcovy Maštale

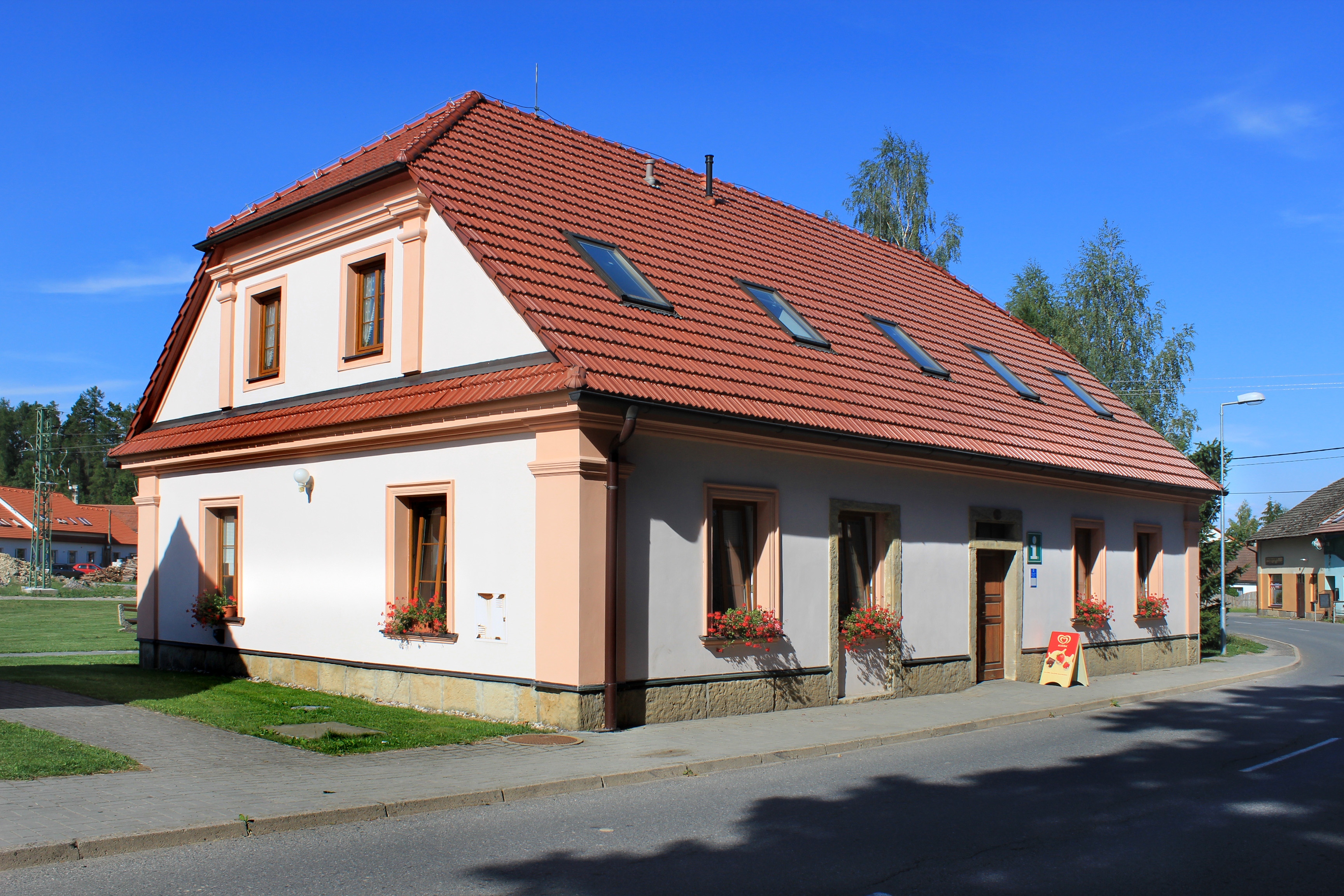
Informační centrum mikroregionu

Sdružení obcí Toulovcovy Maštale je dobrovolný svazek obcí v okresu Chrudim, okresu Svitavy a okresu Ústí nad Orlicí. Jeho sídlem je Proseč a jeho cílem je realizace strategického plánu trvale udržitelného rozvoje regionu a k tomu směřujících aktivit v místním hospodářství a v zájmu rozvoje venkovské infrastruktury a cestovního ruchu a dále rozvíjení kulturních a historických hodnot regionu, kvality života, ochrany životního prostředí, propagace regionu a vytváření příznivých vnitřních a vnějších vztahů schválených orgány tohoto svazku. Sdružení obcí může vyvíjet vlastní hospodářskou činnost.
Sdružení obcí Toulovcovy Maštale bylo založeno 19. září 2001 jako dobrovolný svazek obcí podle zákona č. 128/2000 Sb. o obcích. Mikroregion se rozkládá na ploše 10 023 ha a na 22 katastrálních územích. Sdružuje 11 obcí s počtem obyvatel do 500 a jedno město s počtem obyvatel nad 2000.
Sdružení obcí vlastní a provozuje tři rozhledny v mikroregionu, provozuje Turistické informační centrum Maštale, turistickou ubytovnu Toulovec, zajišťuje provoz Muzea dýmek, spravuje na 150 km značených cyklotras, každoročně pořádá MTB závod Cyklo Maštale a Novohradský sraz veteránů, připravuje a vydává propagační turistické materiály, zpracovává a předkládá žádosti o dotace do evropských i krajských dotačních titulů k zajištění udržitelného rozvoje území.

## Obce sdružené v mikroregionu
Jeho členy je celkem 12 obcí:
- Bor u Skutče
- Budislav
- Hluboká
- Jarošov
- Leština
- Nová Ves u Jarošova
- Nové Hrady
- Perálec
- Poříčí u Litomyšle
- Proseč
- Příluka
- Zderaz

## Název sdružení
Toulovcovy maštale jsou přírodní oblastí pískovcových skal a borových lesů. Rozkládají se asi 13 km jihozápadně od města Litomyšle, mezi obcemi Proseč, Budislav a Novými Hrady.